# ورزش‌های غلتکی در بازی‌های آسیایی ۲۰۱۸
ورزش‌های غلتکی یکی از ورزش‌های بازی‌های آسیایی ۲۰۱۸ است که از ۲۸ تا ۳۱ اوت ۲۰۱۸ برگزار شده است.
این مسابقات در دو بخش مردان و زنان در جاکابارینگ اسپورت سیتی، جاکارتا، اندونزی انجام شده است.

## مدال‌ها

### رولر اسکیت
| رویداد               | طلا                        | نقره                      | برنز                       |
| حذفی ۲۰۰۰۰ متر مردان | Chao Tsu-cheng · چین تایپه | Choi Gwang-ho · کره جنوبی | Son Geun-seong · کره جنوبی |
| حذفی ۲۰۰۰۰ متر زنان  | Li Meng-chu · چین تایپه    | Guo Dan · چین             | Yang Ho-chen · چین تایپه   |

### اسکیت‌بردینگ
| رویداد       | طلا                       | نقره                      | برنز                         |
| پارک مردان   | Kensuke Sasaoka · ژاپن    | Jason Lijnzaat · اندونزی  | Pevi Permana Putra · اندونزی |
| استریت مردان | Keyaki Ike · ژاپن         | Sanggoe Tanjung · اندونزی | Eun Ju-won · کره جنوبی       |
| پارک زنان    | Sakura Yosozumi · ژاپن    | Kaya Isa · ژاپن           | Zhang Xin · چین              |
| استریت زنان  | Margielyn Didal · فیلیپین | Kaya Isa · ژاپن           | Bunga Nyimas · اندونزی       |

## جدول مدال‌ها
| رتبه  | کشور      | طلا | نقره | برنز | مجموع |
| ۱     | ژاپن      | ۳   | ۲    | ۰    | ۵     |
| ۲     | چین تایپه | ۲   | ۰    | ۱    | ۳     |
| ۳     | فیلیپین   | ۱   | ۰    | ۰    | ۱     |
| ۴     | اندونزی   | ۰   | ۲    | ۲    | ۴     |
| ۵     | کره جنوبی | ۰   | ۱    | ۲    | ۳     |
| ۶     | چین       | ۰   | ۱    | ۱    | ۲     |
| مجموع | مجموع     | ۶   | ۶    | ۶    | ۱۸    |